# Puisigraben
Der Puisigraben ist ein rund 0,8 Kilometer langer, rechter Nebenfluss der Kainach in der Steiermark.

## Verlauf
Der Puisigraben entsteht im südwestlichen Teil der Gemeinde Kainach bei Voitsberg, im südlichen Teil der Katastralgemeinde Kainach, südwestlich des Hauptortes Kainach bei Voitsberg, östlich des Hofes Krenn und nordwestlich des Hofes Spitzthoma. Er fließt in wenig ausgeprägten Talschlingen insgesamt nach Osten und fließt auf etwa zwei Drittel seines Verlaufes entlang der Grenze zwischen den Katastralgemeinden Kainach und Kohlschwarz. Im Süden der Katastralgemeinde Kainach bzw. dem Norden der Katastralgemeinde Kohlschwarz mündet er südlich des Hauptortes Kainach bei Voitsberg und nordöstlich des Hofes Spitzthoma etwa 200 Meter westlich der L341 in die Kainach, die danach nach links abbiegt. Auf seinem Lauf nimmt der Puisigraben keine anderen Wasserläufe auf.